# Crisostomo
Crisostomo  è un nome proprio di persona italiano maschile.

## Varianti
- Maschili: Grisostomo[1][2]

### Varianti in altre lingue
- Francese: Chrysostome

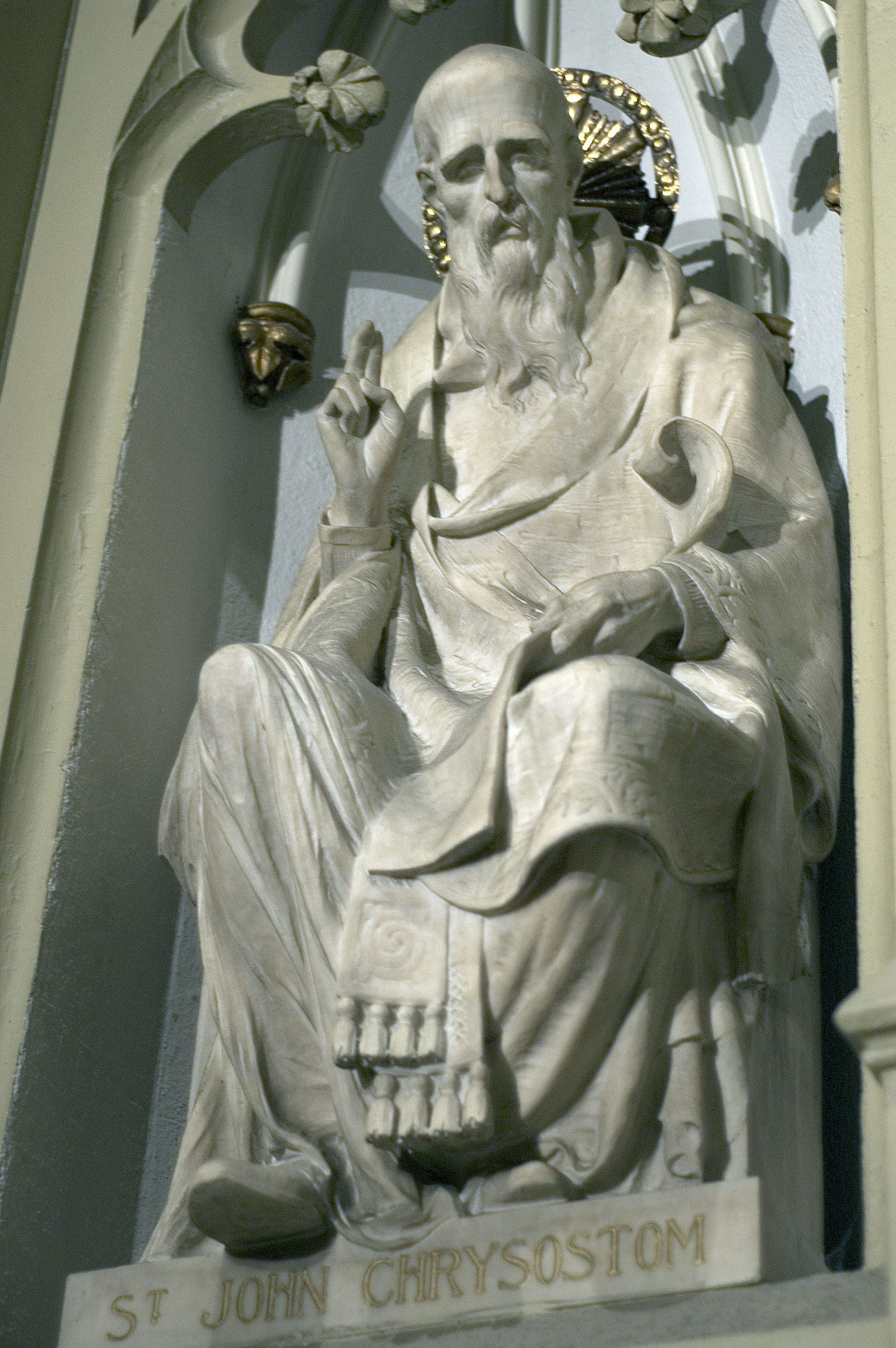
Statua di san Giovanni Crisostomo nella Cattedrale di San Patrizio di New York

- Greco antico: Χρυσόστομος (Chrysostomos)
- Inglese: Chrysostom
- Islandese: Krýsostómus
- Latino: Chrysostomus[1]
- Lituano: Krizostomas
- Polacco: Chryzostom
- Portoghese: Crisóstomo
- Rumeno: Hrisostom
- Sloveno: Krizostom
- Spagnolo: Crisóstomo
- Ungherese: Krizosztom

## Origine e diffusione
Deriva dal greco Χρυσόστομος (Chrysostomos), composto da χρυσός (chrysós), "oro", "dorato" (da cui anche Crisante e Criseide) e στόμα (stóma), "bocca", col significato letterale di "bocca d'oro"; era in origine un appellativo che denotava una persona dotata di grande eloquenza. In particolare, per le sue doti di oratore sacro, era attribuito a Giovanni, patriarca di Costantinopoli e dottore della Chiesa, al cui culto si deve la diffusione del nome. 
È un nome tipico del Sud Italia, mentre la forma "Grisostomo" è propria della Lombardia.

## Onomastico
L'onomastico si festeggia il 13 settembre in memoria di san Giovanni Crisostomo, patriarca di Costantinopoli e dottore della Chiesa (precedentemente il 27 gennaio).

## Persone

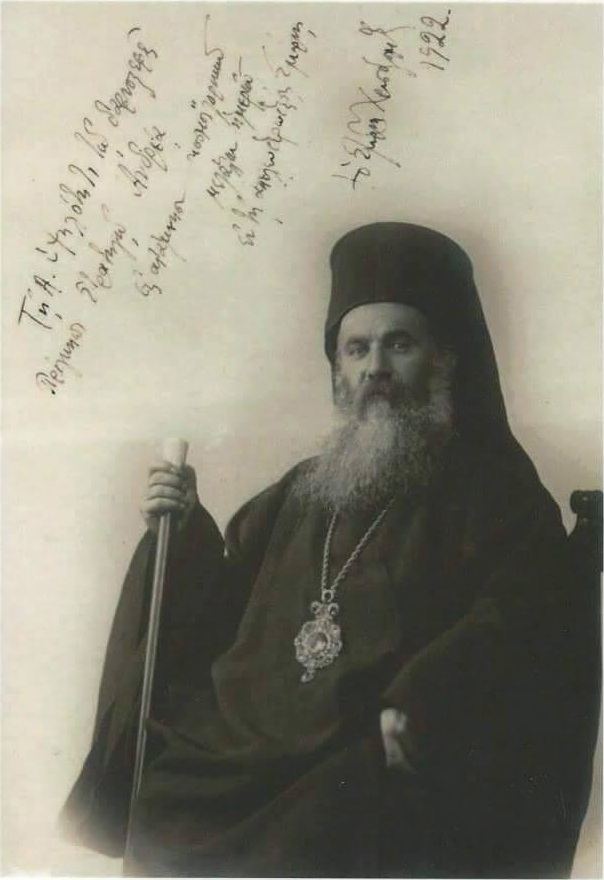
Crisostomo di Smirne

- Crisostomo di Smirne, metropolita di Smirne
- Crisostomo Ayson Yalung, vescovo cattolico filippino
- Crisostomo Colonna, poeta, umanista e politico italiano
- Crisostomo Javelli, filosofo e teologo italiano

### Variante Chrysostomos
- Chrysostomos II, arcivescovo ortodosso cipriota
- Chrysostomos Michael, calciatore cipriota